# Xã Dardanelle, Quận Yell, Arkansas
Xã Dardanelle (tiếng Anh: Dardanelle Township) là một xã thuộc quận Yell, tiểu bang Arkansas, Hoa Kỳ. Năm 2010, dân số của xã này là 7.992 người.